# Mon (biểu tượng)
Mon (紋 (văn)), còn gọi là monshō (紋章 (văn chương)), mondokoro (紋所 (văn sở)), và kamon (家紋 (gia văn)), là các biểu tượng trong văn hoá Nhật Bản được dùng để trang trí và xác định một cá nhân hay gia tộc của cá nhân đó. Trong khi mon là một thuật ngữ bao hàm rộng có thể liên quan đến bất kì loại biểu tượng nào, kamon và mondokoro đề cập cụ thể đến biểu tượng được sử dụng để xác định một gia tộc. Một tham chiếu về mon có uy tin đã biên soạn 241 phân loại chủ yếu của mon Nhật Bản dựa trên sự tương đồng về cấu trúc (một mon đơn lẻ có thể thuộc về nhiều thể loại), với 5116 mon cá nhân riêng biệt (tuy nhiên, cũng có một sự thật được thừa nhận rằng có tồn tại các mon bị mất đi hoặc không rõ ràng mà không có trong quá trình biên soạn).

Kamon về Cúc Văn—một bông hoa cúc cách điệu

Mon của Mạc phủ Tokugawa—ba lá thục quỳ trong một vòng tròn

Những hình vẽ tượng trưng này tương tự với các phù hiệu huân chương và phù hiệu áo giáp trong truyền thống phù hiệu và huy chương của châu Âu, những biểu tượng cũng được sử dụng để xác định cá nhân và gia đình. Mon thường nhắc đến như huy hiệu chóp mũ (crest) trong văn học phương Tây, một hình ảnh tượng trưng về huy chương của châu Âu tương tự như mon về chức năng.

## Lịch sử

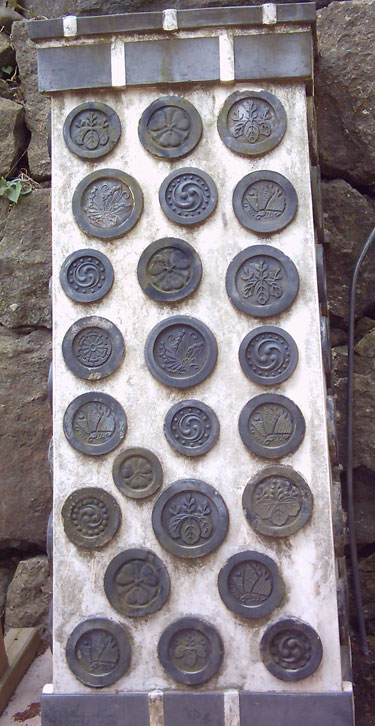
Các kamon khác nhau được trưng bày tại Lâu đài Himeji

Mon có thể có nguồn gốc từ các hoạ tiết trên vải được sử dụng trên quần áo để phân biệt các cá nhân hoặc thể hiện thành viên của một gia tộc hoặc tổ chức cụ thể. Đến thế kỷ XII, các nguồn thông tin cho thấy dấu hiệu rõ ràng rằng huy hiệu đã bắt đầu được sử dụng để phân biệt lẫn nhau, đặc biệt với việc sử dụng trong chiến trận. Nó được thấy trên các lá cờ, lều trại và trang thiết bị.
Cũng giống như huy hiệu của châu Âu, mon ban đầu chỉ được giữ bởi các gia đình quý tộc, và sau này dần được thường dân chấp nhận và sử dụng. Trên chiến trường, mon được sử dụng trên các cờ hiệu của quân đội, mặc dù việc sử dụng này không phải là phổ quát và các cờ hiệu quân đội được thiết kế độc nhất cũng chỉ phổ biến ngang với các cờ hiệu chứa mon (so sánh với sashimono, uma-jirushi). Mon cũng được sử dụng bởi các tổ chức khác nhau, chẳng hạn như các phường hội của thương gia và nghệ nhân, các đền, miếu, các đoàn hát và thậm chí cả các băng nhóm tội phạm. Trong một xã hội không có trình độ học vấn cao, chúng phục vụ như các ký hiệu hữu dụng cho việc nhận diện.
Trang phục lễ nghi truyền thống của Nhật Bản thường được trang trí thêm mon của người mặc. Những thường dân không có mon thường sử dụng các mon của những người bảo trợ của họ hoặc các tổ chức mà họ thuộc về. Trong trường hợp họ không theo bất kì ai kể trên, đôi khi họ sử dụng một trong số ít các mon bị coi là "thô tục", hoặc sáng tạo ra hay phỏng theo bất cứ mon nào họ mong muốn, và chuyển tiếp nó cho con cháu của họ. Có không ít trường hợp các cửa hàng và cả chủ cửa hàng phát triển mon của cửa hàng với mục đích tự nhận diện bản thân.
Quy định điều chỉnh các lựa chọn và sử dụng các mon đều có hạn chế, mặc dù việc lựa chọn mon thường được xác định bởi tập quán xã hội. Việc sử dụng một mon đã được sử dụng bởi một người khác bị coi là không phù hợp, và sẽ mang tính công kích nếu sử dụng mon của một người thuộc thứ bậc xã hội cao hơn. Khi có mâu thuẫn trong việc sử dụng mon, người thuộc tầng lớp thấp hơn thường sẽ thay đổi mon của mình để tránh làm mất lòng người bề trên. Các mon do các gia tộc cầm quyền của Nhật Bản, như mon hình hoa thục quỳ ba cánh của gia tộc Tokugawa và mon hình hoa cúc của Thiên hoàng, được pháp luật bảo vệ chống lại việc sử dụng trái phép.
Thỉnh thoảng, gia tộc bảo trợ cấp quyền sử dụng mon của mình cho thuộc hạ như là một phần thưởng. Tương tự như việc cấp tên họ của người bảo trợ, đây được coi là một vinh dự cực kì cao quý. Ngoài ra, các gia tộc bảo trợ có thể bổ sung các yếu tố vào mon của mình để tạo ra mon mới cho các thuộc hạ, hoặc chọn một mon hoàn toàn khác dành cho họ

## Thiết kế
Không có quy tắc thiết lập nào trong thiết kế của một mon. Đa phần mon nằm trong một vòng tròn roundel (vòng tròn có viền bao quanh nền trắng) bao quanh một hình tượng thực vật, động vật, hình tượng sáng tạo bởi con người, các đối tượng tự nhiên hay thiên thể, tất cả chúng được mô tả trừu tượng ở các mức độ khác nhau. Biểu tượng tôn giáo, các dạng hình học và kanji cũng được sử dụng một cách thường xuyên.
Tương tự blazon ở huy chương châu Âu, mon cũng được đặt tên theo các nội dung của thiết kế, mặc dù không có quy định cho những tên đó. Tuy nhiên, không giống như huy chương châu Âu, "blazon" này không tuân theo cùng quy tắc—các mô tả của một mon không mang tính tiếp nối hướng theo tên gọi—thay vào đó, tên gọi chỉ để diễn tả mon đó. Các miêu tả bằng hình ảnh của các mon là không chính thức và các biến thể nhỏ của những gì được coi là cùng một mon đôi khi có thể được nhìn thấy, nhưng những thiết kế của mon hầu hết được chuẩn hóa qua thời gian và theo truyền thống.
Các mức độ biến thể cũng có sự khác nhau được ngầm chấp nhận giữa các mon với nhau. Thí dụ, huy hiệu Đồng Văn với 5-7-5 lá được dành cho thủ tướng, còn Đồng Văn với ít lá hơn có thể được sử dụng bởi bất cứ ai. Huy hiệu Cúc Văn của hoàng gia cũng quy định là 16 cánh hoa, trong khi Cúc Văn với số cánh hoa ít hơn được sử dụng bởi các thành viên cấp thấp hơn trong hoàng tộc.
Các huy hiệu Nhật Bản không có một hệ thống phân chia thứ bậc theo huy hiệu (cadency) hoặc hệ thống chia phần tư (quartering system) của huy hiệu, nhưng không hiếm các trường hợp các tộc ở nhánh hậu bối (cadet branches) của một gia tộc nhận một mon có đôi chút khác biệt với mon của tộc nhánh tiền bối (senior branches). Ví dụ, mỗi gia đình của hoàng tử (Shinnōke), sử dụng một huy hiệu hoa cúc được sửa đổi như mon của họ. Người sử dụng mon cũng có thể kết hợp mon của mình với người bảo trợ, ân nhân hoặc người phối ngẫu của họ, đôi khi tạo ra các thiết kế ngày càng phức tạp.
Về cơ bản mon luôn là đơn sắc (monochrome); màu sắc không phải là một phần của thiết kế và chúng có thể được vẽ với bất kỳ màu sắc nào.

## Các cách sử dụng hiện đại

Logo của Mitsubishi ("ba củ ấu"), trong hình thức một mon

Hầu như tất cả các gia đình Nhật Bản hiện đại đều có một mon, nhưng không giống như trước khi Minh Trị Duy tân khi những chia rẽ xã hội cứng nhắc tồn tại, mon đóng vai trò chuyên biệt hơn trong cuộc sống hàng ngày. Trong trường hợp việc sử dụng một mon là cần thiết, người ta có thể tìm gia tộc của họ trong các sổ đăng ký ở đền thờ của thành phố quê hương tổ tiên mình hoặc tham khảo ý kiến một trong nhiều ấn phẩm về phả hệ có sẵn. Nhiều trang web cũng cung cấp dịch vụ tra cứu về mon. Những người làm nghề tổ chức hôn lễ, mai táng và các "chuyên gia về nghi lễ" khác cũng có thể cung cấp hướng dẫn về việc tìm kiếm các mon thích hợp.
Mon được nhìn thấy rộng rãi trên các cửa hiệu và các cửa hàng buôn bán hàng thủ công và đặc sản truyền thống. Chúng được các nhà hàng sushi đặc biệt ưa chuộng, họ thường kết hợp một mon vào logo của họ. Thiết kế mon thậm chí có thể được nhìn thấy trên các mái ngói bằng gốm của những ngôi nhà cũ. Mon cũng thường xuyên được sử dụng để trang trí senbei, sake, tofu và những bao bì thực phẩm để mang lại một không khí sang trọng, tinh tế và truyền thống cho sản phẩm. Mon Đồng Văn cũng xuất hiện ở bên mặt chính của đồng 500 yen.
Các món đồ là biểu tượng cho nghề thủ công gia đình, nghệ thuật hoặc nghề nghiệp thường được chọn làm một mon. Một thiết kế quạt có thể được lựa chọn bởi một geisha. Một người phụ nữ vẫn có thể sử dụng mon của thời chưa lấy chồng nếu cô ấy muốn và nhường lại nó cho con gái của mình; cô ấy không phải chấp nhận mon của chồng hoặc cha cô. Hoa, cây cối, thực vật và các loài chim cũng là những yếu tố phổ biến trong các thiết kế của mon.
Mon thường được thêm một cách trang trọng trên những chiếc kimono. Một bộ kimono có thể có một, ba hoặc năm mon. Bản thân mon đó có thể trang trọng hoặc không, tùy thuộc vào hình thức của chiếc áo. Những chiếc kimono rất trang trọng thường có nhiều mon, chúng thường xuyên được đặt sao cho chúng trở nên dễ thấy hơn. Trong trang phục của giai cấp cầm quyền, các mon có thể được tìm thấy trên cả hai bên của ngực áo, trên mỗi tay áo và ở phần giữa của phần lưng áo. Trên áo giáp của một chiến binh, nó có thể được tìm thấy trên kabuto (mũ bảo hiểm), do (tấm che ngực), trên cờ và những phần khác. Mon còn tô điểm cho các ô mái vòm (coffer), lều trại, quạt và các thứ quan trọng khác.
Như trong quá khứ, mon hiện đại không được quy định bởi pháp luật, với một ngoại lệ của Cúc Văn, mà đôi như là biểu tượng quốc gia, và Đồng Văn, đó là mon của văn phòng thủ tướng, cũng là biểu tượng của nội các và chính phủ (xem các con dấu quốc gia của Nhật Bản để biết thêm thông tin). Một số chính phủ địa phương và các hiệp hội có thể sử dụng một mon như logo hoặc thương hiệu của họ, do đó được hưởng bảo vệ truyền thống của nó, nhưng mặt khác, mon không được pháp luật công nhận. Một trong những ví dụ nổi tiếng nhất của một mon phục vụ như là một biểu tượng của công ty là của Mitsubishi, với tên công ty nghĩa là "ba quả trám" (đôi khi được dịch là "ba củ ấu"), được biểu diễn như hình thoi. Một ví dụ khác của việc sử dụng của công ty là biểu trưng cho nhà sản xuất nước tương nổi tiếng Kikkoman, trong đó sử dụng mon của gia tộc người sáng lập, và cuối cùng, logo của công ty nhạc cụ / thiết bị âm nhạc và xe máy Yamaha, trong đó cho thấy ba dĩa chỉnh âm (tuning fork) gài vào theo hình dạng chữ Y với tham chiếu đến cả tên của họ và nguồn gốc của công ty.

## Thư viện ảnh củakamonđại diện theo chủ đề

### Chủ đề động vật

Agehanochō, huy hiệu bướm đuôi nhạn của gia tộc Taira
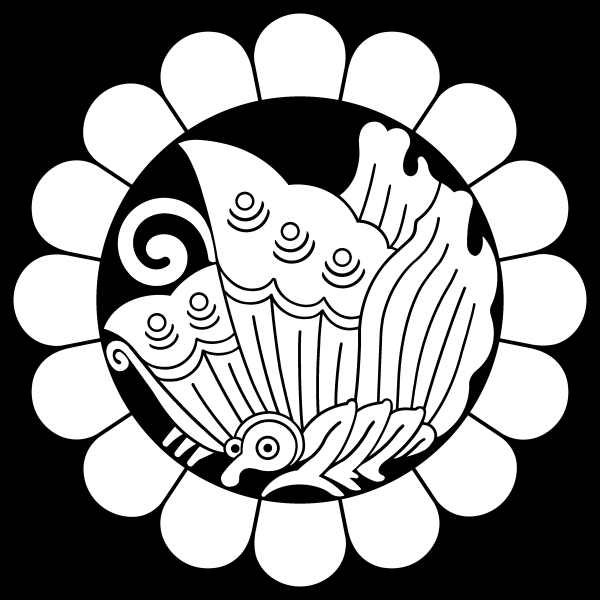
Kiyobu Chō (Bươm bướm)
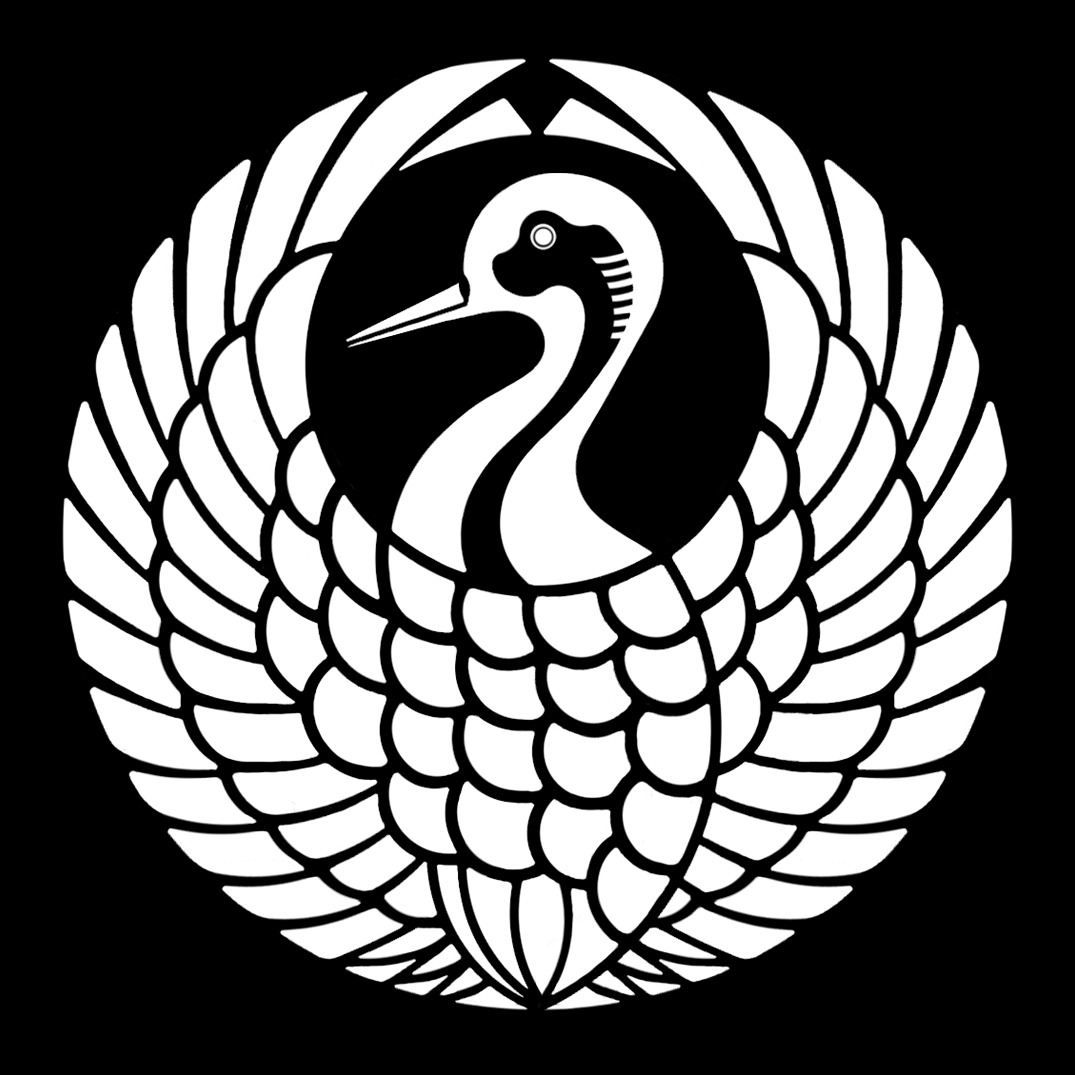
Huy hiệu chim hạc tương tự như huy hiệu của Japan Airlines
Huy hiệu ba con chim hạc
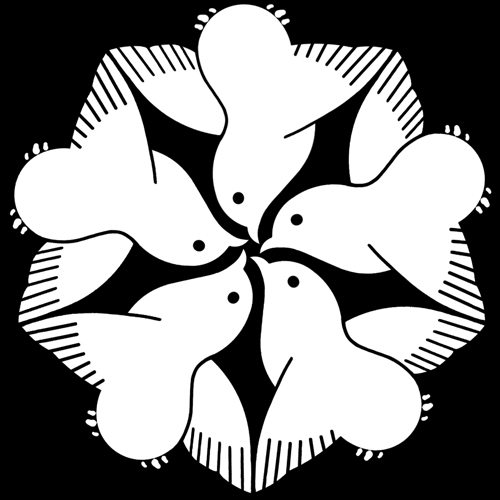
Huy hiệu năm con chim Chidori
Mitsu uroko, ba cái vẩy cá cách điệu, huy hiệu của Gia tộc Hōjō
Maruni Chigai Takanoha, cặp lông chim ưng đan vào nhau trong vòng tròn
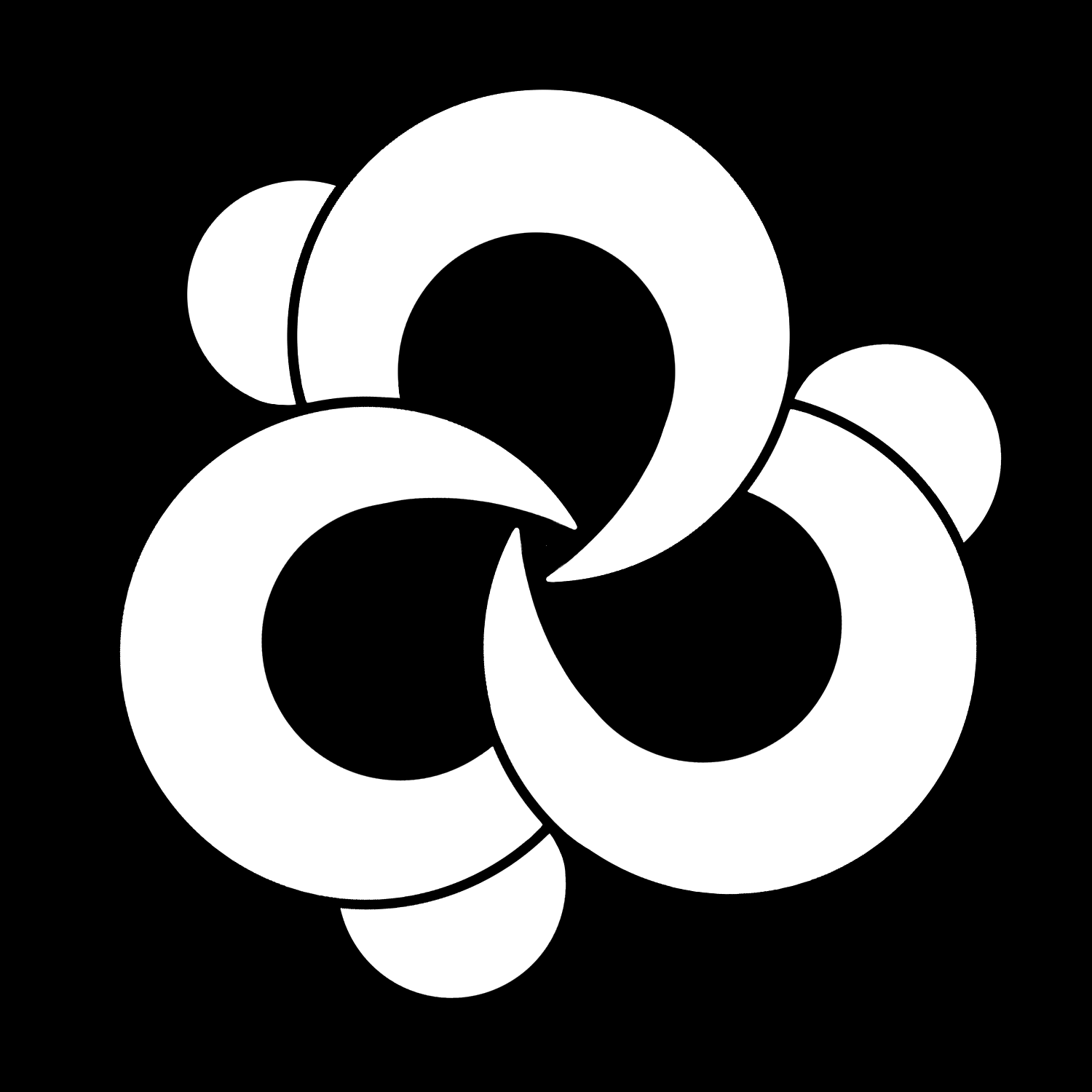
Huy hiệu ba con khỉ
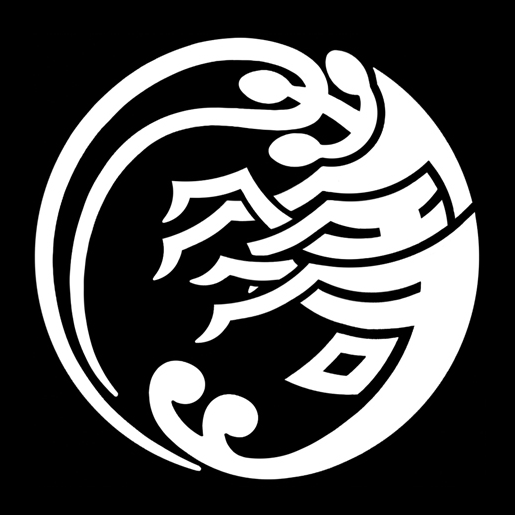
Kotobuki Ebi - Huy hiệu con tôm

### Chủ đề về hoa

Hoạ tiết Đồng Hoa (go-shichi-no-kiri) là ký hiệu của Văn phòng Thủ tướng Nhật Bản và Gia tộc Toyotomi
Daki Myōga (một loại gừng Nhật)
Gomaizasa, huy hiệu năm chiếc lá tre của Shofukutei - một gia tộc nghệ sĩ Rakugo
Mitsuba Aoi, huy hiệu  ba lá của gia tộc Tokugawa
Maruni Sumitate Yotsumei - vòng tròn với bốn hình vuông có lỗ, huy hiệu của dòng dõi Uda Genji
Sasarindō, huy hiệu lá tre và hoa của cây khổ sâm của gia tộc Minamoto
Sumikirikakuni Hanakaku
Huy hiệu Tachi Omodaka hoặc cây rau mác ba lá đứng thẳng (Sagittaria trifolia)
Huy hiệu ba cây tùng Maruni Hidari Sangaimatsu của gia tộc Hira, thành viên của gia tộc Taira (Heike)
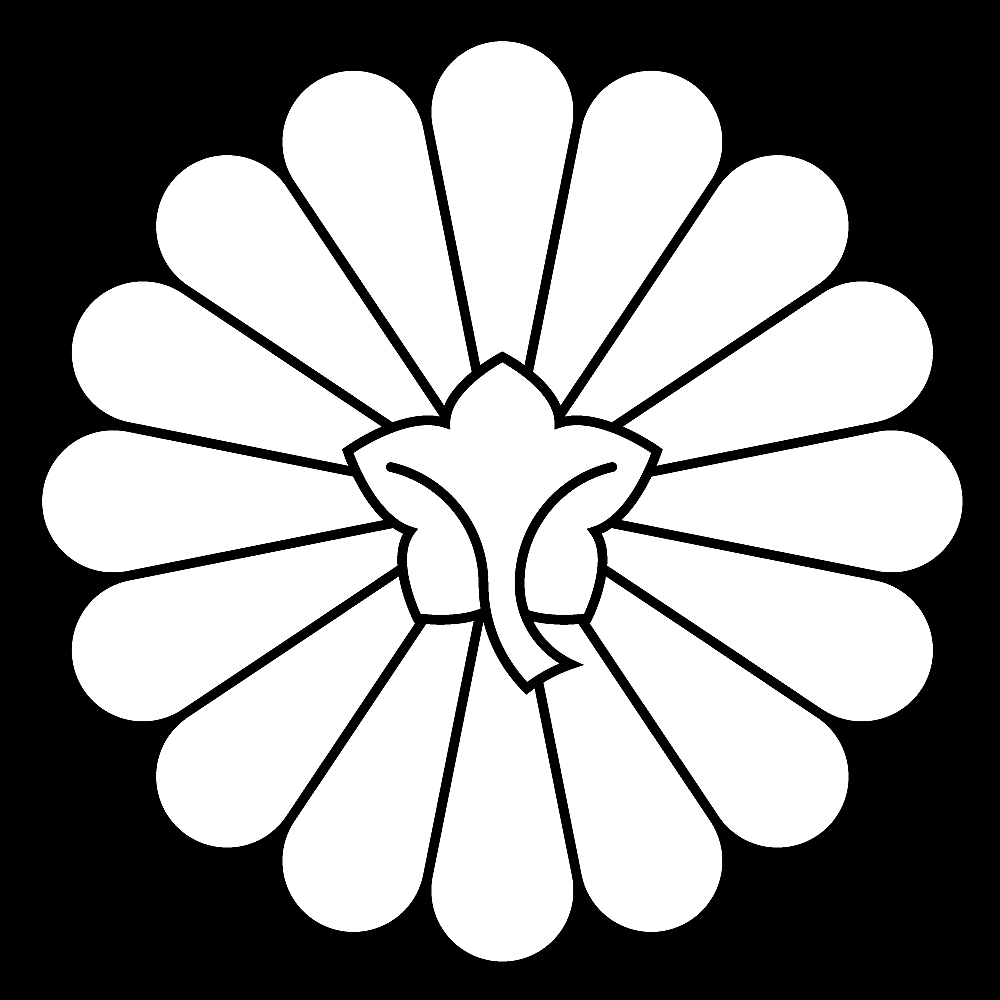
Jūroku Uragiku, huy hiệu của gia tộc Hirohata
Mitsugumi Tachibana (ba quả quýt)
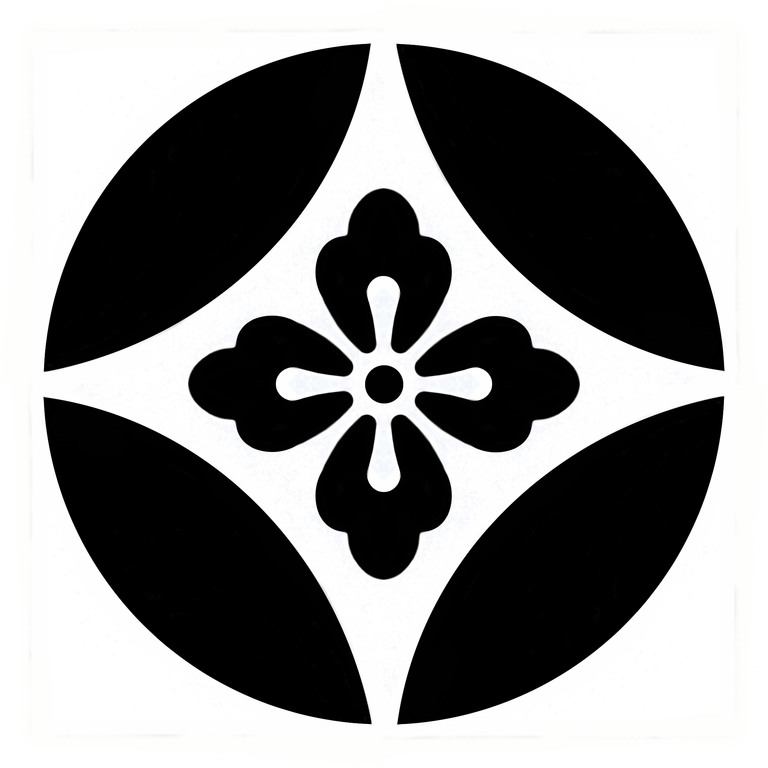
Hana Wachigai, biểu tượng của gia tộc Izumo Genji (Oki, Enya, Takaoka)
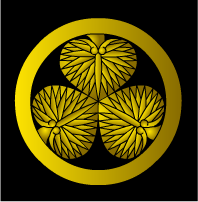
Phù hiệu dát vàng lá hình cây thục quỳ của gia tộc Matsudaira
Yotsu Hanabishi, biểu tượng của gia tộc Yanagisawa, gia đình kabuki Matsumoto
Huy hiệu chim sẻ và cây tre Take ni Suzume của gia tộc Date

### Chủ đề về vật dụng

Huy hiệu 6 đồng xu của gia tộc Sanada.
Quạt tay trang trí biểu tượng Hinomaru đại diện cho Nhật Bản, huy hiệu của gia tộc Satake
Huy hiệu quạt tay kiểu nhà Đường
Motif bánh xe của gia tộc Genji
Gion Mamori motif lá chắn
Chigai Kuginuki - cây đòn bẩy, huy hiệu của nguyên thủ tướng Taro Aso
Nakagawake Kurusu (chữ thập của gia tốc Nakagawa)
Cái bẩy đinh Kuginuki

### Chủ đề khác

Yamabishi, huy hiệu gia tộc yakuza Yamaguchi-gumi
Chigai Bishi
Huy hiệu motif con mắt Janome Shichiyo
Marunouchi Mitsuhikiryō
Mitsu Irekomasu, huy hiệu của gia đình nghệ sĩ kabuki Ichikawa
Musubi Mitsugashiwa (một triquetra)
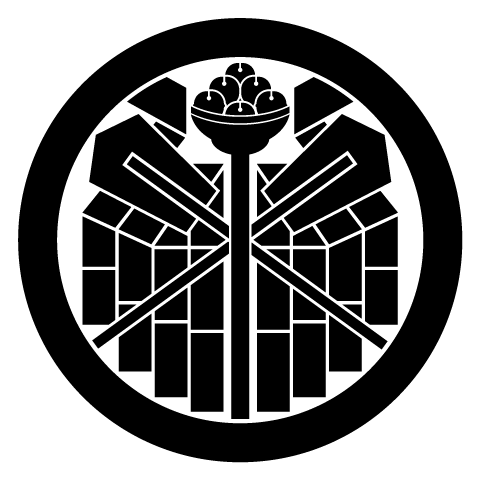
Suzugohei
Biểu tượng của Đền Itsukushima ở Hiroshima
Biểu tượng Ba Ngôi sao của Mitsuboshi, thuộc gia tộc Watanabe và gia tộc Mori.
Biểu tượng 9 tomoe
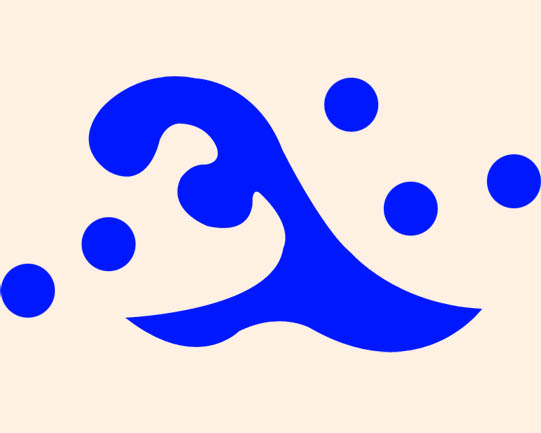
Nitōnami - biểu tượng làn sóng của gia tộc Saito.
Biểu tượng hạc giấy origami
Motif cái giếng tương tự huy hiệu của tập đoàn Sumitomo.
Huy hiệu torii của ngôi đền Thần đạo.
Huy hiệu Phật giáo Swastika.
Huy hiệu motif Hán tự của Ishida Mitsunari.